# Álex Pina
Alejandro Pina Calafi (Pamplona, 23 de junho de 1967), mais conhecido como Álex Pina, é um produtor, escritor, criador e diretor de televisão espanhol, conhecido pelos seus trabalhos em La casa de papel, Vis a vis, El embarcadero, Los hombres de Paco, El barco e Los Serrano. O The Hollywood Reporter elegeu Pina em sua lista dos "Showrunners mais poderosos de 2019".

## Biografia e carreira
Nascido em Pamplona em 1967, Pina é licenciado em Ciências da Informação pela Universidade de Navarra, completou a sua formação com um Mestrado DPPA em Produção e Programação Audiovisual pela Universidade de Navarra, uma Pós-Graduação em Direção e uma Pós-Graduação em Roteiro na Escuela Universitaria de Artes TAI. Começou a sua carreira profissional como jornalista de jornal (Diario Vasco, Diario de Mallorca) e mais tarde na Agência Europa Press.
Entre 1993 e 1996, Pina trabalhou como roteirista e redator na empresa Videomedia até assinar com a produtora audiovisual Globomedia em 1996 e ingressou no programa Caiga que caer como roteirista. No ano seguinte, em 1997, e na mesma produtora, iniciou sua carreira como roteirista de ficção na série de televisão Más que amigos. A partir daí, ele também começou a desempenhar os papéis de criador e produtor executivo em ficções espanholas reconhecidas como Los Serrano, Los hombres de Paco e El barco.
No final de 2016, após a passagem de Vis a vis pela rede Antena 3, Pina deixou a Globomedia e fundou sua própria produtora chamada Vancouver Media. Seu primeiro projeto foi La casa de papel, que estreou na Antena 3 em 2 de maio de 2017 com mais de quatro milhões de espectadores. A série foi distribuída mundialmente pela Netflix e se tornou o maior sucesso de sua carreira, o que levou à assinatura de um contrato de exclusividade com a plataforma de streaming para a criação e produção de séries originais.
Em janeiro de 2019, a segunda série da empresa de Pina estreou no Movistar+: El embarcadero, uma série na qual ele compartilha a autoria com a roteirista Esther Martínez Lobato. A Beta Film assinou um contrato de produção e distribuição com a Movistar+ para que El embarcadero possa ser visto em mais de 70 países.
Em maio de 2020, ele estreou uma nova minissérie para a Netflix chamada White Lines que gira em torno do desaparecimento de um DJ de Manchester e a descoberta de seu corpo duas décadas depois. Alguns dos protagonistas do suspense são Juan Diego Botto, Marta Millans, Nuno Lopes, Laura Haddock e Pedro Casablanc, entre outros. Foi cancelada após sua primeira temporada.
Em março de 2021, estreou a primeira temporada de Sky Rojo, que foi concluída após três temporadas. Em 2023, estreiou a série spin-off, Berlim, sobre o persongaem de mesmo nome de La casa de papel.

## Filmografia

### Cinema
| Ano  | Título                     | Roteirista | Produtor  | Diretor | Notas                                           |
| ---- | -------------------------- | ---------- | --------- | ------- | ----------------------------------------------- |
| 2009 | Fuga de cerebros           | Sim        | Executivo | Não     | —                                               |
| 2010 | Tres metros sobre el cielo | Não        | Sim       | Não     | Também compôs: "A Ras del Cielo"                |
| 2011 | Fuga de cerebros 2         | Sim        | Sim       | Não     | —                                               |
| 2012 | Tengo ganas de ti          | Não        | Sim       | Não     | —                                               |
| 2014 | Kamikaze                   | Sim        | Sim       | Sim     | Também compôs: "La Rusia" e "Karadijstan libre" |

### Televisão
| Ano       | Título                          | Criador | Roteirista | Produtor executivo | Diretor       | Notas                                                                                           |
| --------- | ------------------------------- | ------- | ---------- | ------------------ | ------------- | ----------------------------------------------------------------------------------------------- |
| 1996      | Caiga quien caiga               | Não     | Sim        | Não                | Não           | —                                                                                               |
| 1997-1998 | Más que amigos                  | Não     | Sim        | Não                | Não           | Escreveu 10 episódios                                                                           |
| 1998-2002 | Periodistas                     | Não     | Sim        | Sim                | Não           | Escreveu 55 episódios                                                                           |
| 2003-2008 | Los Serrano                     | Sim     | Sim        | Sim                | Não creditado | 146 episódios; Cocriado com Daniel Écija Escreveu 6 episódios e dirigiu episódios desconhecidos |
| 2005-2010 | Los hombres de Paco             | Sim     | Sim        | Sim                | Sim           | 118 episódios; Cocriado com Daniel Écija Escreveu 12 episódios e codirigiu um                   |
| 2011-2013 | El barco                        | Sim     | Sim        | Sim                | Não           | 41 episódios; Cocriado com Ivan Escobar                                                         |
| 2014      | Bienvenidos al Lolita           | Sim     | Sim        | Sim                | Não           | Minisséries de TV; Cocriado com Fernando González Molina e Esther Martínez                      |
| 2015-2019 | Vis a Vis                       | Sim     | Sim        | Sim                | Não           | Criador: 51 episódios Showrunner de 2015-2016 de 35 episódios e escreveu 20 episódios           |
| 2017-2021 | La Casa de Papel                | Sim     | Sim        | Sim                | Não           | 48 episódios; escreveu 33 episódios                                                             |
| 2019-2020 | El embarcadero                  | Sim     | Sim        | Sim                | Não           | 16 episódios; Cocriou com Esther Martínez Lobato                                                |
| 2020      | White Lines                     | Sim     | Sim        | Sim                | Não           | 10 episódios                                                                                    |
| 2020      | Vis a Vis: El Oasis             | Sim     | Não        | Não                | Não           | 8 episódios                                                                                     |
| 2021      | Los hombres de Paco: El regreso | Sim     | Não        | Não                | Não           | 15 episódios                                                                                    |
| 2021-2023 | Sky Rojo                        | Sim     | Sim        | Sim                | Não           | 24 episódios                                                                                    |
| 2023      | Berlim                          | Sim     | Sim        | Sim                | —             |                                                                                                 |